# Kashentashen Xiang
Kashentashen Xiang (kinesiska: 喀什塔什乡, 喀什塔什) är en socken i Kina. Den ligger i den autonoma regionen Xinjiang, i den nordvästra delen av landet, omkring 1 100 kilometer sydväst om regionhuvudstaden Ürümqi. Antalet invånare är 6 099. Befolkningen består av 3 085 kvinnor och 3 014 män. Barn under 15 år utgör 27,0 %, vuxna 15-64 år 68 %, och äldre över 65 år 4,0 %.
Genomsnittlig årsnederbörd är 145 millimeter. Den regnigaste månaden är juni, med i genomsnitt 24 mm nederbörd, och den torraste är november, med 2 mm nederbörd.